# Ssamjang
Ssamjang (ssam significa ‘envolvido’ e jang, ‘massa’ ou ‘molho espessa’) é uma massa espessa e especiada usada na comida envolvida numa verdura de folha da gastronomia de Coreia. O molho faz-se com doenjang, gochujang, azeite de sésamo, alho, cebola e opcionalmente açúcar moreno.

## Uso
Tipicamente põe-se uma folha de sangchu (lechuga romana) ou perilla na mão estendida, pondo no centro da mesma uma bola de arroz pequena, outra de ssamjang e um trozo de carne (como galbi ou samgyeopsal) ou kimchi. Então envolve-se a folha ao redor do conteúdo, mete-se a bola de comida envolvida na boca e come-se. A bola faz-se não muito grande para poder a comer de um bocado.